# Dauergewebe
Dauergewebe sind Gewebe bei Pflanzen, welche nicht mehr teilungsfähig sind. In Dauergeweben finden normalerweise keine Zellteilungen mehr statt, ihre ausdifferenzierten Zellen sind nicht mehr wachstumsfähig und nicht selten sogar abgestorben, wasser- oder lufthaltig. Die offene Organisation des Pflanzenkörpers bringt es mit sich, dass große, ausdauernde Pflanzen viele tote Zellen enthalten.
Beispielsweise ist im Stamm eines älteren Baumes der Anteil an lebenden Zellen minimal, Holz, sekundäres Phloem und Abschlussgewebe bestehen ganz überwiegend aus toten Zellen.

## Abschlussgewebe
Die Abschlussgewebe in Pflanzen dienen dem Schutz der Pflanze. Sie sind die Außenhaut der Pflanze. Abschlussgewebe sind:
- Endodermis
- Rhizodermis
- Exodermis
- Epidermis
- Periderm

## Festigungsgewebe
Festigungsgewebe sorgen für den Halt der Pflanze, es gibt folgende Arten:
- Kollenchym (lebendes Festigungsgewebe)
- Sklerenchym (totes Festigungsgewebe)

## Grundgewebe
Das Grundgewebe speichert Wasser, Stärke, Fette und Proteine. Es entsteht aus Zellen des Palisaden-/Schwammgewebes (im Blatt). Beispiele sind:
- Mark

## Leitgewebe
Leitgewebe sind für den Transport in der Pflanze zuständig.
- Phloem transportiert die Photosyntheseprodukte.
- Xylem ist für den Wasser- und Mineralstofftransport verantwortlich.